# 3280 Grétry
3280 Grétry este un asteroid din centura principală, descoperit pe 17 septembrie 1933, de Fernand Rigaux.